# آيفون 3 جي إس
آيفون 3GS (تكتب أصليًا iPhone 3G S) هو هاتف ذكي تم تصميمه وتسويقه من قبل شركة أبل، وهو الجيل الثالث من أجهزة آيفون خلفًا لسابقه الآيفون ثري جي. تم الإعلان عن الجهاز رسميًا في الثامن من شهر يونيو للعام 2009 في مؤتمر آبل العالمي للمطورين WWDC 2009، بمركز موسكون للمعارض بمدينة سان فرانسيسكو الأمريكية.
رَمَز حرف الـ S في تسمية الـ (3G S) إلى speed، أي السرعة باللغة الانجليزية (على حد وصف مدير التسويق آنذاك فيل شيلر). حيث أن الجهاز كان أسرع من سابقه بمرتين وفقًا لمواد أبل التسويقية، مع كاميرا بدقة ٣ ميجابيكسل ودعم لإمكانية تصوير الفيديو لأول مرة على أجهزة آيفون، ودعم التحكم الصوتي. مع تحسينات على أداء الشبكة وسرعة الانترنت التي تصل حتى 7.2 ميجابت في الثانية لشبكات HSDPA (مع سرعات رفع محدودة عند 384 كيلوبت في الثانية حيث لم تضف أبل دعم بروتوكول الوصول عالي السرعة لرزم البيانات). تم إصدار الجهاز رسميًا في أسواق الولايات المتحدة، كندا، وستة من دول الاتحاد الاوروبي في ١٩ يونيو 2009، وفي استراليا واليابان بتاريخ ٢٦ يونيو من نفس الشهر، ومن ثم باقي العالم ما بين شهور يوليو وأغسطس من نفس العالم.
يعمل الآيفون ثري جي إس بنظام آبل آيفون أو إس 3 الذي تم الاعلان عنه خلال نفس المؤتمر، حيث كان جهاز أبل الرئيسي حتى إصدار الآيفون ٤ في العام 2010. واستمر انتاج نسخة الـ 8 جيجابايت منه حتى 2012، حيث توقف في انتاجه في سبتمبر 2012 مع إطلاق الآيفون ٥.

## مميزات الهاتف
1. وجود البوصلة.
2. زياد السرعة ضعفين عن الآيفون السابق.
3. زيادة وضوح الشاشة.
4. خاصية التحكم الصوتى.
5. كاميرا بدقة أعلى مع إمكانية تصوير الفيديو.

## الإصدار الأحدث
في 7 يونيو 2010 أعلنت أبل عن الإصدار الأحدث وهو آيفون 4 وأستمرت في بيع الهاتف لفترة بعد الصدور الآيفون الجديد.